# Ferdinand Wuthenow

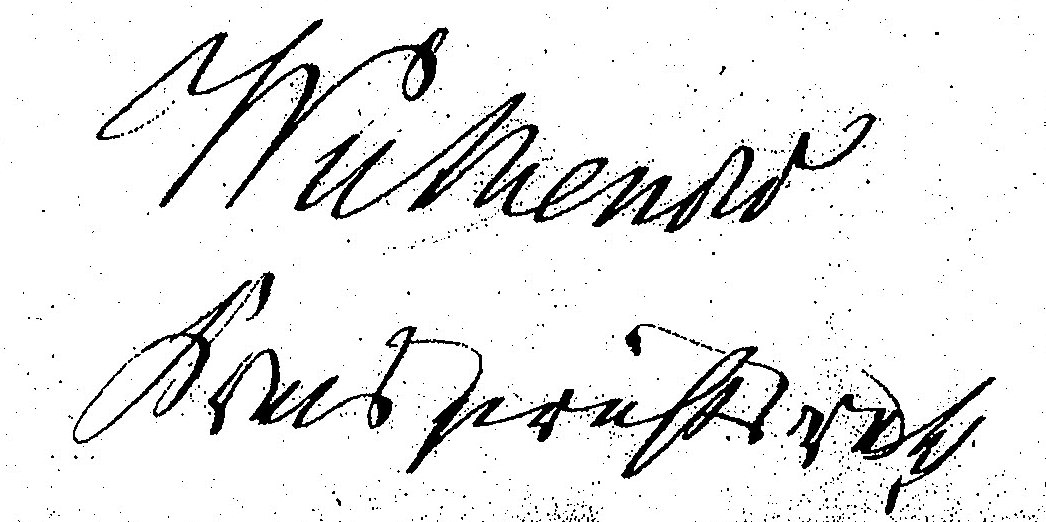
Unterschrift als Kreisgerichtsrat Wuthenow (1862)

Alexander Wilhelm Heinrich Ferdinand Wuthenow (* 6. Mai 1812 in Brandenburg an der Havel; † 5. Juni 1882 in Greifswald) war ein deutscher Jurist und Richter.

## Leben

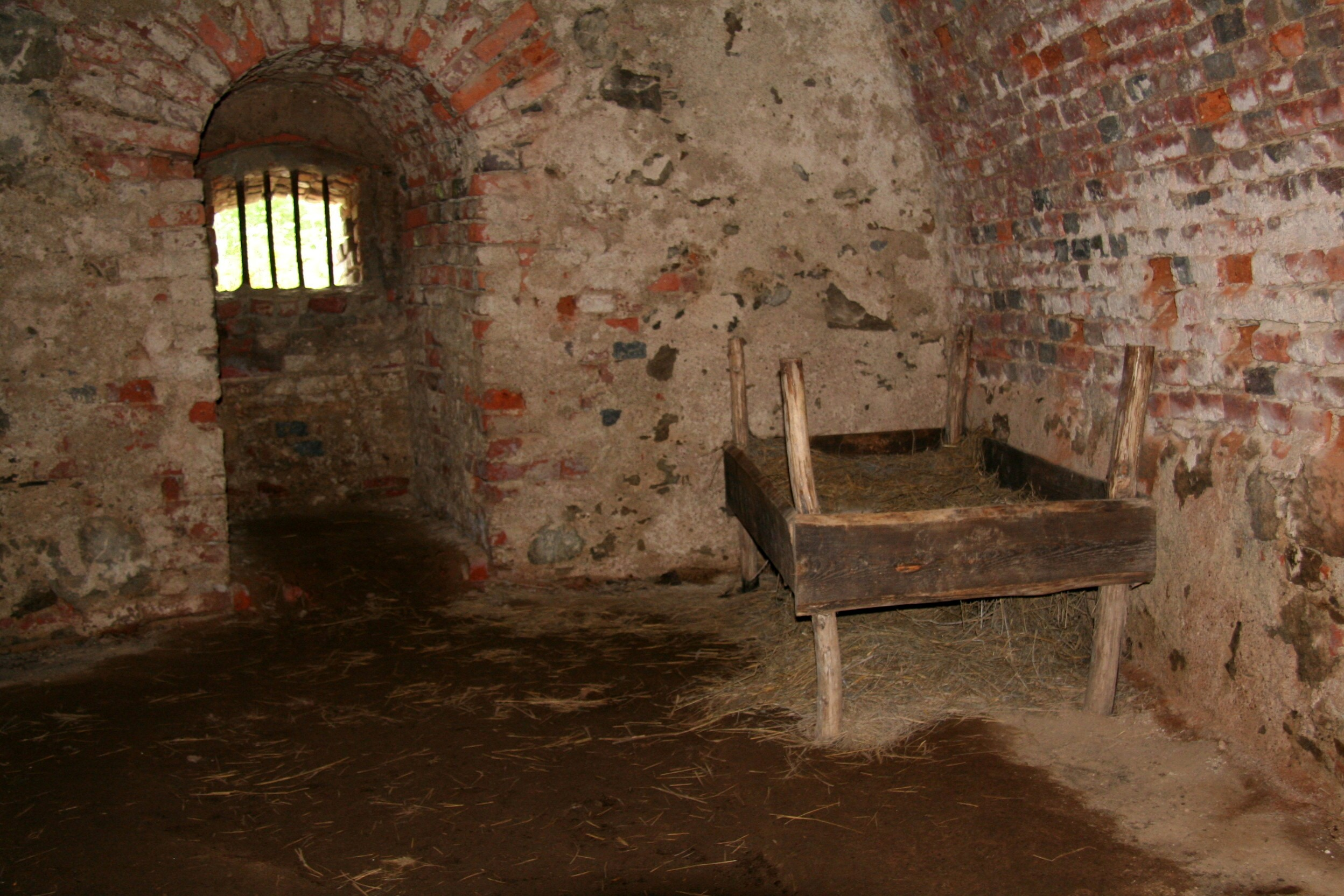
Kasematte der Festung Silberberg

Ferdinand Wuthenow war Sohn des Postsekretärs (Christian Friedrich) Wilhelm Wuthenow (* 4. Juli 1790 in Kyritz), der als Feldpostsekretär in den Befreiungskriegen 1813/15 teilgenommen hatte, und dessen Frau Henriette Sophie, geb. Klinge. Die Schulausbildung erfolgte zunächst in Aschersleben, Mühlhausen und Querfurt. 1824 bis 1831 besuchte er ein Gymnasium in Erfurt. Er studierte 1831 bis 1833 in Halle, 1833 und 1834 in Berlin.
Im Juni 1834 wurde Wuthenow wegen der Teilnahme an der Hallenser Burschenschaft verhaftet, er war während seines Studiums 1831 Mitglied der Alten Hallischen Burschenschaft Germania geworden. Die verhängte Todesstrafe wurde revidiert auf dreißigjährige Festungshaft. Seit Juni 1835 saß er auf der Festung Silberberg ein, wo auch Fritz Reuter und Wilhelm Wolff zeitweise inhaftiert waren. 1838 erfolgte die Begnadigung zu zehnjähriger Haft. Im September 1839 unternahm er einen Fluchtversuch, der jedoch scheiterte. 1840 wurde Wuthenow freigelassen. 

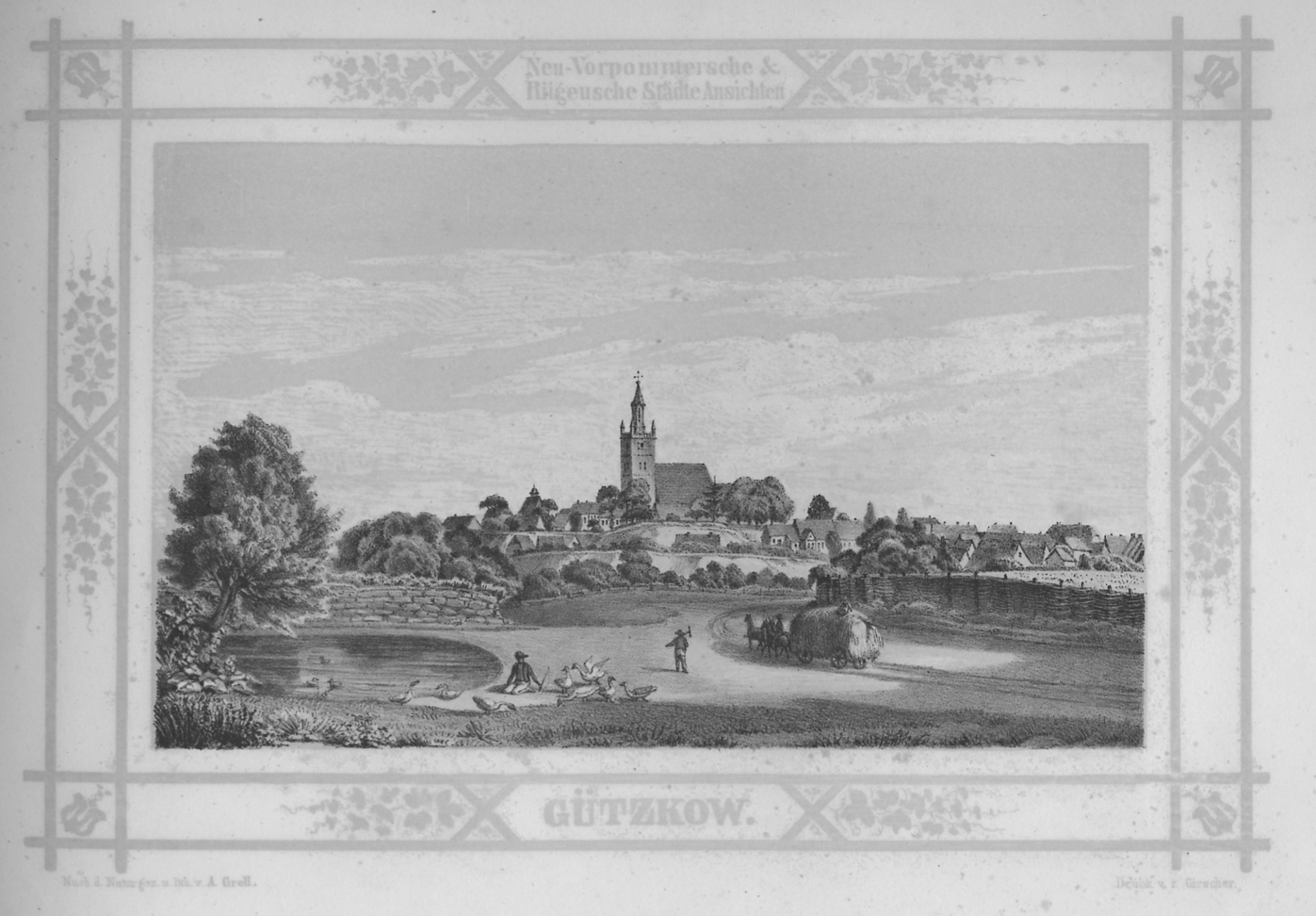
Gützkow 1843

Er bewarb sich am 26. Juli 1842 für das ausgeschriebene Amt des Bürgermeisters von Gützkow bei Greifswald. Als Bürgermeister Fabriz am 3. Dezember 1842 aus dem Amt schied, übernahm Wuthenow das Amt vorerst kommissarisch.

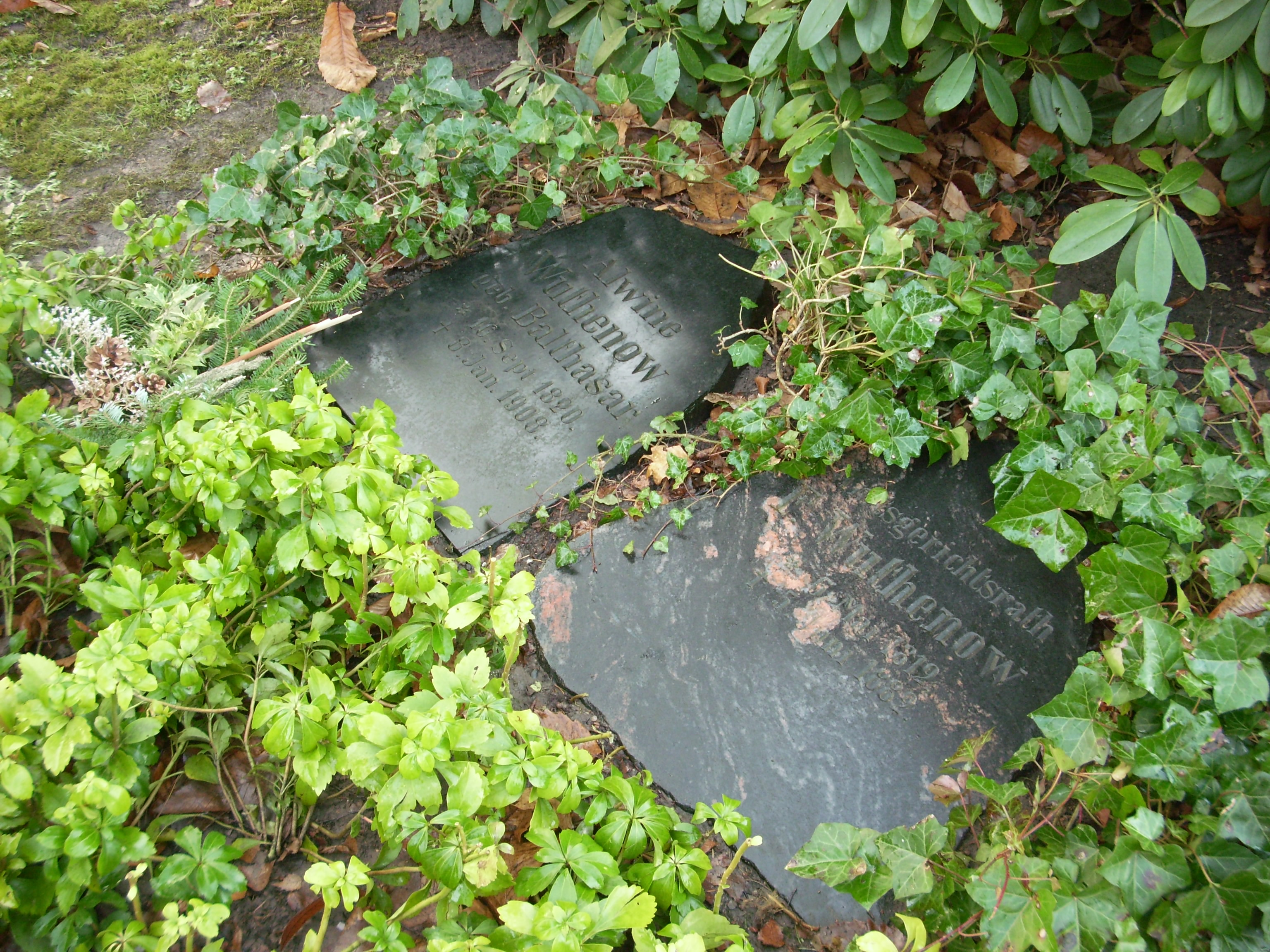
Grab der Eheleute Wuthenow

Am 29. September 1843 heiratete er Alwine Wuthenow, geb. Balthasar, mit der er 5 Kinder haben sollte. Erst zum 27. Februar 1844 kam die offizielle Bestallung als Bürgermeister vom preußischen Innenministerium.
In der Revolution 1848 wurde er als Bürgermeister mit dem gesamten Magistrat von einer organisierten Bürgerschaftsopposition, die eine Reform der Stadtverfassung, insbesondere die Einführung der Städteordnung und staatliche Gerichtsbarkeit forderte, abgesetzt und musste nach Greifswald flüchten. Am 1. August 1842 unterzeichnete er bereits als Richter am Kreisgericht Greifswald.
Seit Juni 1855 stand er in brieflichem Kontakt mit Fritz Reuter. Reuters Ehefrau Luise schreibt 1863 über Wuthenow:

„Wuthenow, Kreisgerichtsrat aus Greifswald, hat uns einen Tag besucht – er wollte zu seiner armen Frau – und haben wir uns herzlich gefreut, ihn aufnehmen zu können, diesen wirklichen alten Freund, diesen geprüften; wie liebenswürdig ist der Mann, wie frisch trotz seines herben Geschicks! Das war doch noch ein Freund!“

Ferdinand Wuthenow wurde auf dem Neuen Friedhof in Greifswald begraben.

## Auszeichnungen
- Roter Adlerorden 4. Klasse